# 삼척 박씨
삼척 박씨(三陟朴氏)는 강원특별자치도 삼척시를 본관으로 하는 한국의 성씨이다.
시조 박원경(朴元慶)은 신라 경명왕의 후손으로 고려에서 상서좌복사를 지내며 삼척부원군에 봉해졌다.